# Zorzines rufolimbata
Zorzines rufolimbata là một loài bướm đêm trong họ Noctuidae.